# Stora Glomåstjärnet
Stora Glomåstjärnet är en sjö i Tanums kommun i Bohuslän och ingår i Enningdalsälvens huvudavrinningsområde. Sjön är 7,6 meter djup, har en yta på 0,04 kvadratkilometer och befinner sig 152,8 meter över havet. Vid provfiske har abborre fångats i sjön.